# Bastion Alexander

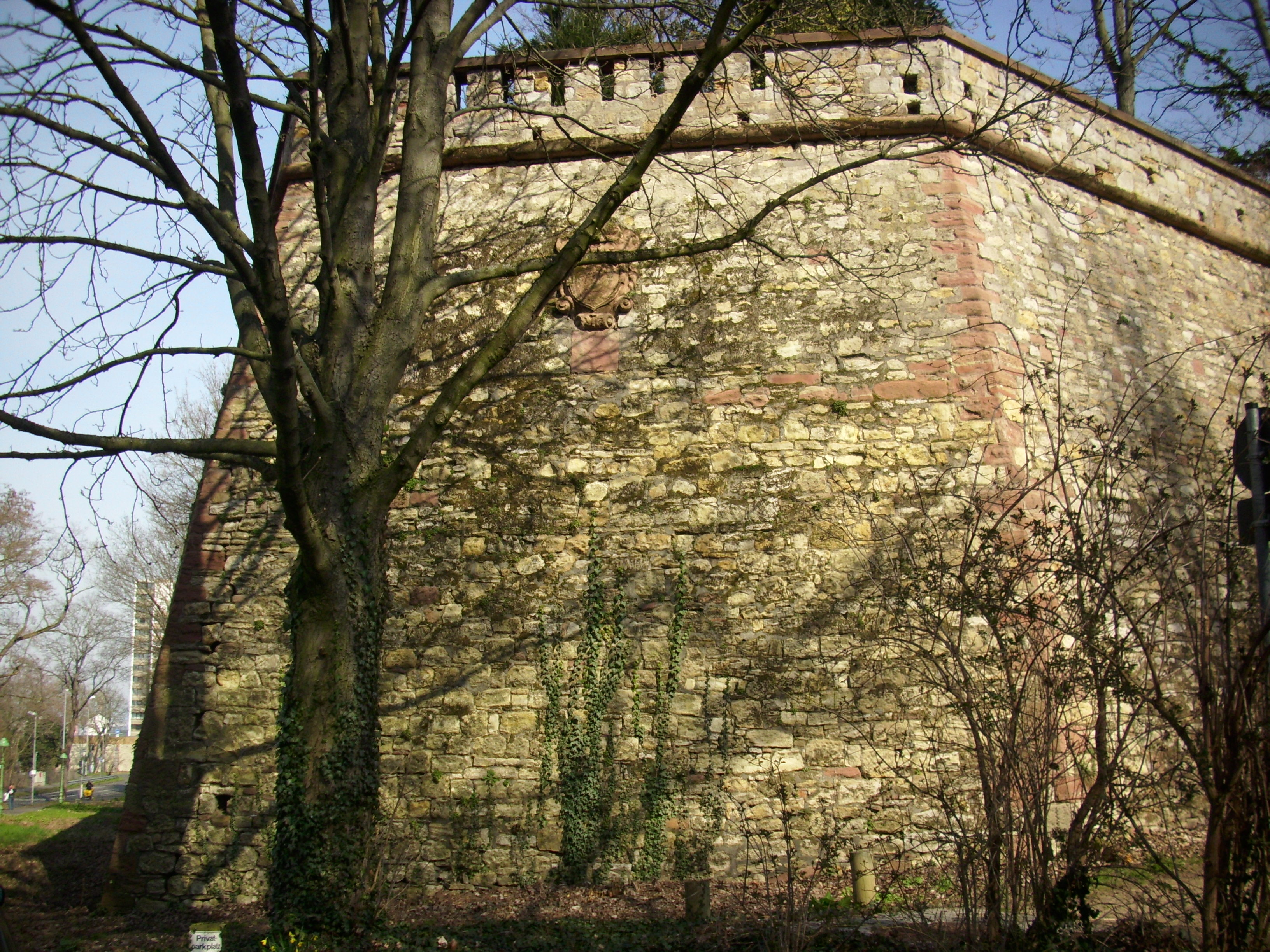
Bastion Alexander, genannt die Bastei

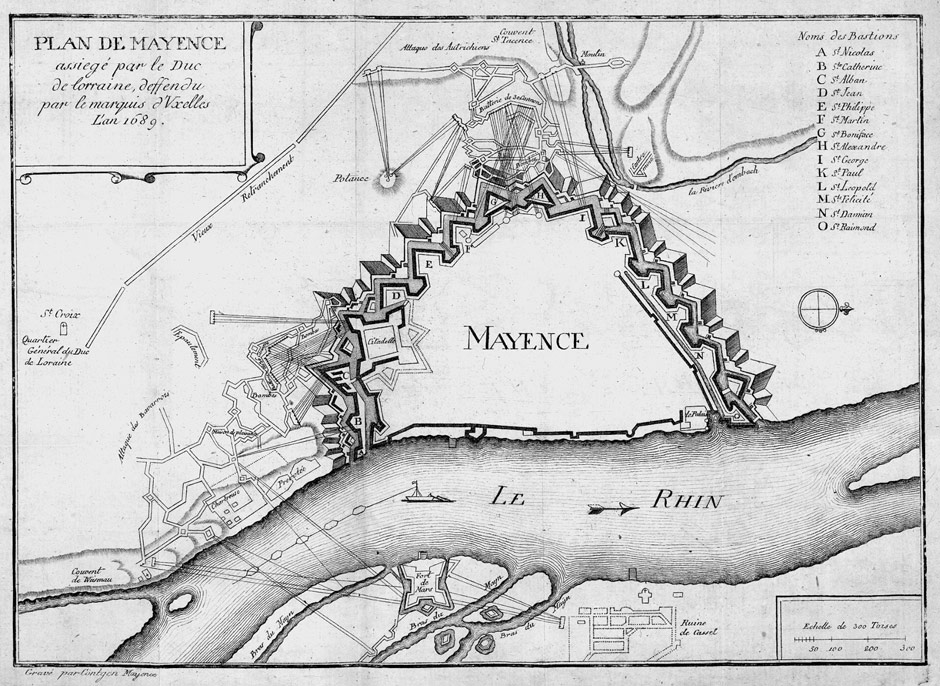
Die 16 Bastionen Johann Philipp von Schönborns in: Siège de Mayence en l’année 1689. Kupferstich, Paris, 1756

Die Bastion Alexander ist eine denkmalgeschützte historische Festungsanlage in der ehemaligen Garnisonsstadt Mainz. Sie wurde nach Papst Alexander VII. benannt und liegt am nördlichen Ende des Kästrichs. In der Stadt selbst spricht man meist von der „Bastei“.

## Geschichte
Um 1619 ließ der Mainzer Kurfürst Johann Schweikhard von Cronberg die ersten neuzeitlichen Befestigungsanlagen errichten. Nach Ende des Dreißigjährigen Krieges baute Kurfürst Johann Philipp von Schönborn Mainz weiter zur Festung aus. Zwischen 1655 und 1675 wurden, vermutlich nach den Plänen von Festungsingenieur Johann Baptist von der Driesch, 16 Bastionen errichtet, die einen sternförmigen Gürtel um Mainz bildeten. In der späteren Bauphase (1668–73) wurde die Bastion Alexander aus Sand- und Kalksteinblöcken errichtet. In der Topographia Hassiae von 1655 liegt der Hauptstein noch als Solitärbastion vor den Stadtwällen, während auf einer französischen Zeichnung zum Zustand des Jahres 1689 bereits der komplette regelmäßige innere Bastionszug (Tracé) sichtbar ist. Die Bastion Alexander (H) befindet sich dort zwischen den Bastionen „Bonifaz“ und „Georg“ zwischen dem „Gautor“ und dem „Münstertor“.
Die Bastion Alexander ist der Höhen- und Drehpunkt, in dem der Abfall des Berges nach Westen und gegen Nordwesten hin beginnt. Die Bastionsface gegen Nordwesten beherrscht den Ausgang des Zahlbacher Grundes in das Rheintal und die dort zusammenlaufenden Straßen.
Im Jahr 1913 wurde auf der Bastei ein Ensemble aus einer Einzelvilla (Nr. 2, ehemalige Villa des Brauherren der Mainzer Aktien-Bierbrauerei, Kommerzienrat Dr. Otto Jung) und den Zwillingsvillen Nr. 1 und 3 (ehemalige Villen der Bauunternehmer Ernst und Otto Behnke) spiegelsymmetrisch aufeinander bezogen in beherrschender Lage im südlichen Teil der einstigen Bastion Alexander errichtet. Architekt der Einzelvilla Nr. 2, benannt Haus „Liebe Erde“, war Albin Müller von der Darmstädter Künstlerkolonie. Dieses Bauwerk wurde im Gegensatz zu den neobarocken Villen 1 und 3 im Jugendstil errichtet. Die Häuser bilden die „Denkmalzone Auf der Bastei“. Mauerreste der in der neupreußischen Polygonalbefestigung von 1876, dem Rheingauwall, befinden sich auf dem nahen Grünstreifen.

## Heute
Heute befindet sich die Stiftung des Landes Rheinland-Pfalz und des Südwestrundfunks zur Förderung junger Musiker, Villa Musica, auf der Bastei.